# Trinacria

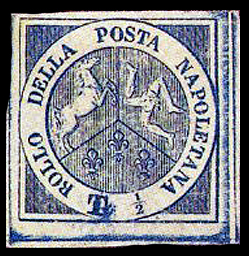
Rara estampilla napolitana, 1860 (Michel #8; Scott #8)

Trinacria es el nombre filatélico del sello postal napolitano de 1860.

## Descripción
Valor facial de ½ torneze (italiano tornese). Matrices preparadas por el grabador Giuseppe Mazini. Los sellos fueron preparados en la misma forma impresa, como la primera estampilla de Nápoles con valor de ½ grano, emitida el 1 de enero de 1858. En color azul oscuro, en el centro escudo de armas de Nápoles, letra “G” (грано grano) substituido por la letra “T” (de torneze). en el borde externo de la estampilla el grabador inscribió sus iniciales.

## Historia
Emitida 6 de noviembre de 1860 por el gobierno provisional de Nápoles. En todas las piezas 100 en la parte derecha del pliego. En algunas estampillas junto con una letra “T” aparece la letra “G”. Las estampillas se hicieron para el pago del franqueo del periódico.
Solo quedan siete ejemplares de esta estampilla en la actualidad.